# Petr Korda
Petr Korda (født 23. januar 1968 i Prag, Tjekkoslovakiet) er en pensioneret tjekkisk tennisspiller, der blev professionel i 1987, og stoppede sin karriere i år 2000. Han nåede igennem sin karriere at vinde 10 single- og 10 doubletitler, og hans højeste placering på ATP's verdensrangliste er en 2. plads, som han opnåede i februar 1998.

## Grand Slam
Kordas bedste Grand Slam-resultat i singlerækkerne kom ved Australian Open, som han vandt i 1998. Her besejrede han i finalen chileneren Marcelo Ríos i 3 sæt. I 1992 var Korda desuden i finalen ved French Open, hvor han dog tabte til amerikaneren Jim Courier.